# Petr Luxa
Petr Luxa (* 3. März 1972 in Prag, damals ČSSR) ist ein ehemaliger tschechischer Tennisspieler.

## Karriere
Luxa feierte zunächst auf der Challenger Tour Erfolge. Im Einzel gewann er in seiner Karriere zwei Titel sowie 11 weitere im Doppel. Auf der ATP World Tour sammelte er insgesamt drei Titel, alle mit Radek Štěpánek. Darüber hinaus stand er zwei weitere Male im Finale eines World-Tour-Turniers. Bei Grand-Slam-Turnieren kam er im Doppel zweimal bis ins Achtelfinale, im Einzel kam er jedoch nie über die erste Runde hinaus.

## Erfolge
| Legende (Anzahl der Siege)  |
| Grand Slam                  |
| ATP World Tour Finals       |
| ATP World Tour Masters 1000 |
| ATP World Tour 500          |
| ATP World Tour 250 (3)      |
| ATP Challenger Tour (13)    |

### Doppel

#### Turniersiege
| Nr. | Datum           | Turnier     | Belag       | Partner        | Finalgegner                 | Ergebnis         |
| --- | --------------- | ----------- | ----------- | -------------- | --------------------------- | ---------------- |
| 1.  | 7. Mai 2001     | München (1) | Sand        | Radek Štěpánek | Jaime Oncins Daniel Orsanic | 5:7, 6:2, 7:6    |
| 2.  | 6. Mai 2002     | München (2) | Sand        | Radek Štěpánek | Petr Pála Pavel Vízner      | 6:0, 6:7, [11:9] |
| 3.  | 3. Februar 2003 | Mailand     | Teppich (i) | Radek Štěpánek | Tomáš Cibulec Pavel Vízner  | 6:4, 7:6         |

#### Finalteilnahmen
| Nr. | Datum              | Turnier  | Belag     | Partner        | Finalgegner                  | Ergebnis |
| --- | ------------------ | -------- | --------- | -------------- | ---------------------------- | -------- |
| 1.  | 28. April 1997     | Prag     | Sand      | David Škoch    | Mahesh Bhupathi Leander Paes | 1:6, 1:6 |
| 2.  | 30. September 2001 | Hongkong | Hartplatz | Radek Štěpánek | Karsten Braasch Andre Sá     | 0:6, 5:7 |